# Sanipass
Der Sanipass, englisch Sani Pass, ist ein 2873 Meter über dem Meeresspiegel liegender Gebirgspass in den Drakensbergen zwischen dem Osten von Lesotho und Südafrika. Er ist der höchste Pass in Südafrika.

## Verlauf
Über den Sanipass führt die Straße von Mokhotlong im Mokhotlong-Distrikt in Lesotho in das südafrikanische Underberg in der Provinz KwaZulu-Natal und ist somit die einzige Straßenverbindung von der Ostgrenze Lesothos nach Südafrika. Die Passstraße führt auf der westlichen Seite im Thaba-Tseka-Distrikt durch das Hochland der Drakensberge, die in Lesotho als Maloti-Berge bezeichnet werden. Auf der südafrikanischen Seite führt die Straße durch den Ukhahlamba-Drakensberg Park. Sie windet sich in zahlreichen Serpentinen den schroffen Abhang der Drakensberge hinunter, bis das Tal des Mkhomazana erreicht wird. Die Straße ist hier mit 1330 überwundenen Höhenmetern auf 6,5 Kilometer die drittsteilste Passstraße der Welt.
Die Straße ist nur teilweise asphaltiert. Der Hartbelag reicht auf der südafrikanischen Seite bis zum Old Good Hope Trading Post, auf der Lesotho-Seite bis zum Grenzposten.[veraltet]
Auf der Passhöhe befindet sich der höchstgelegene Pub Afrikas.

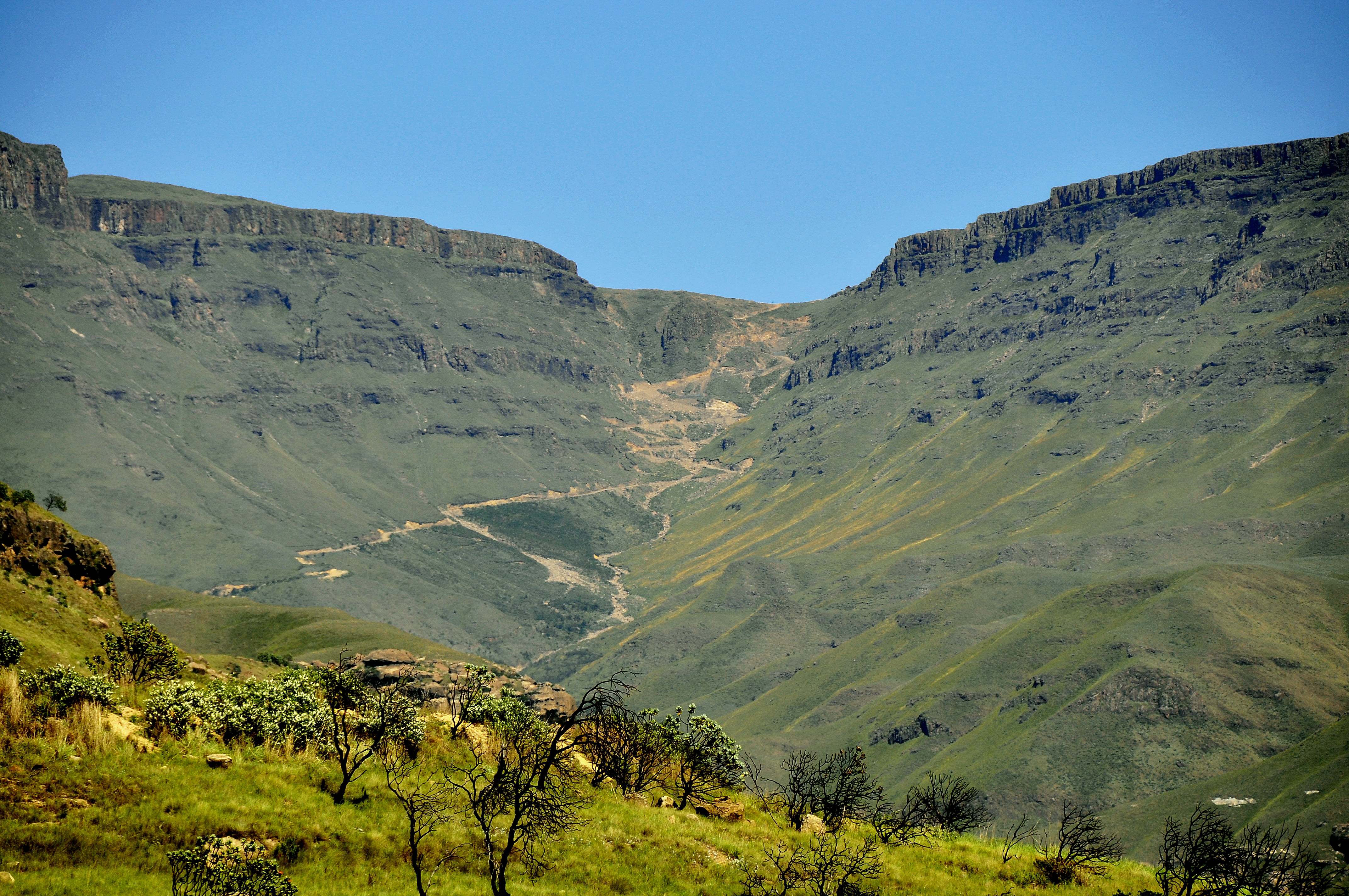
Blick von Südafrika in Richtung Passhöhe
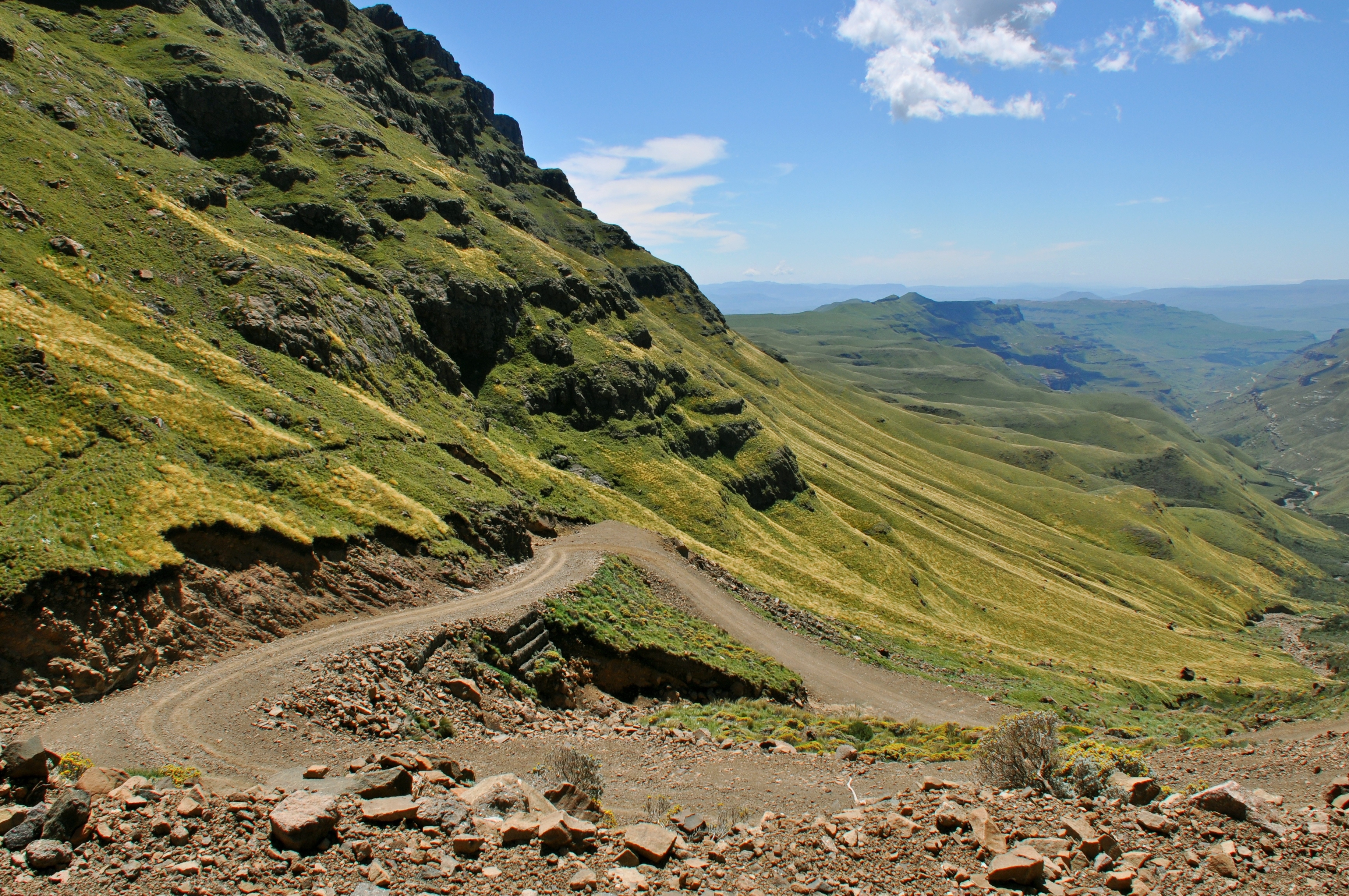
Haarnadelkurven
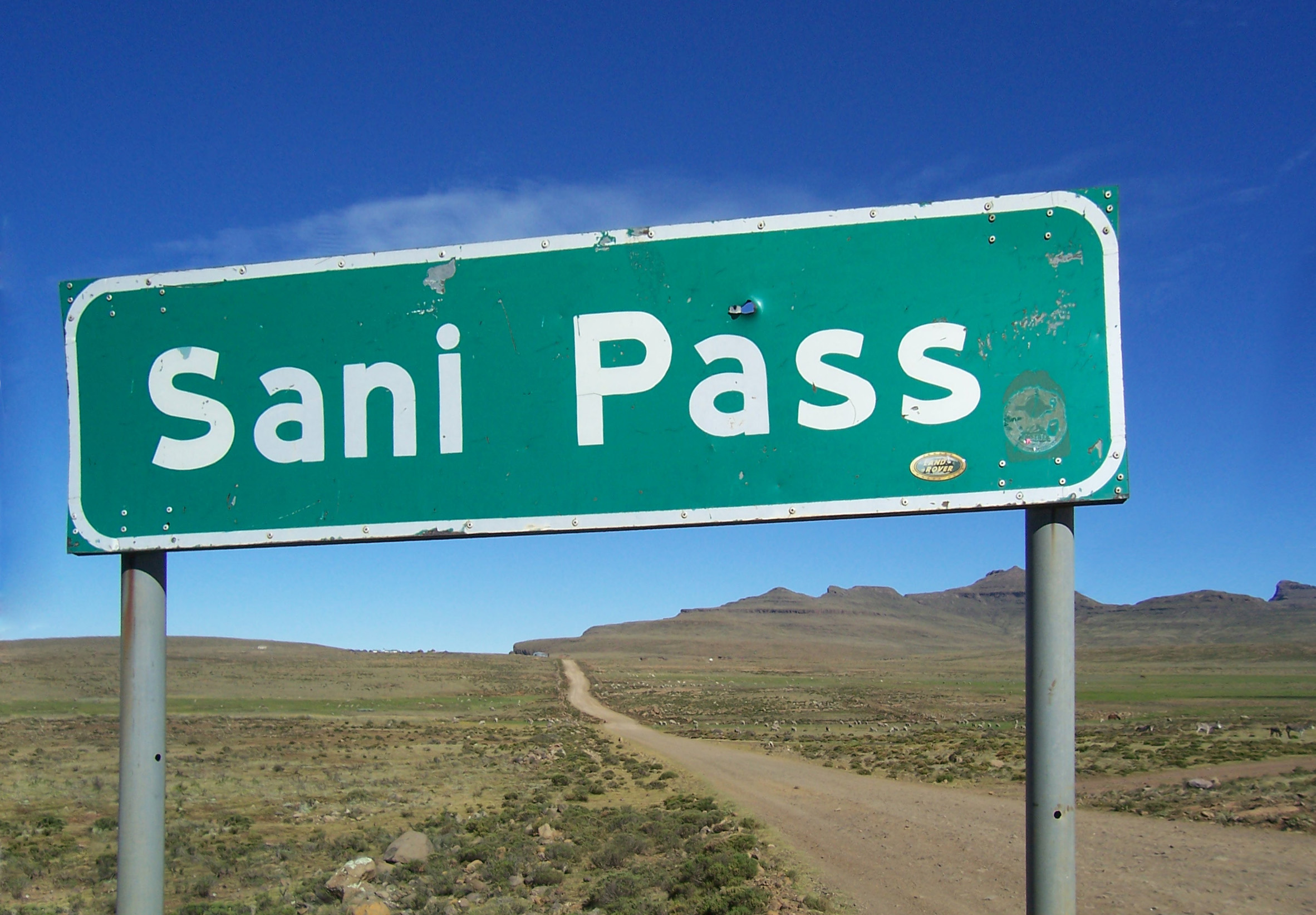
Sanipass-Schild
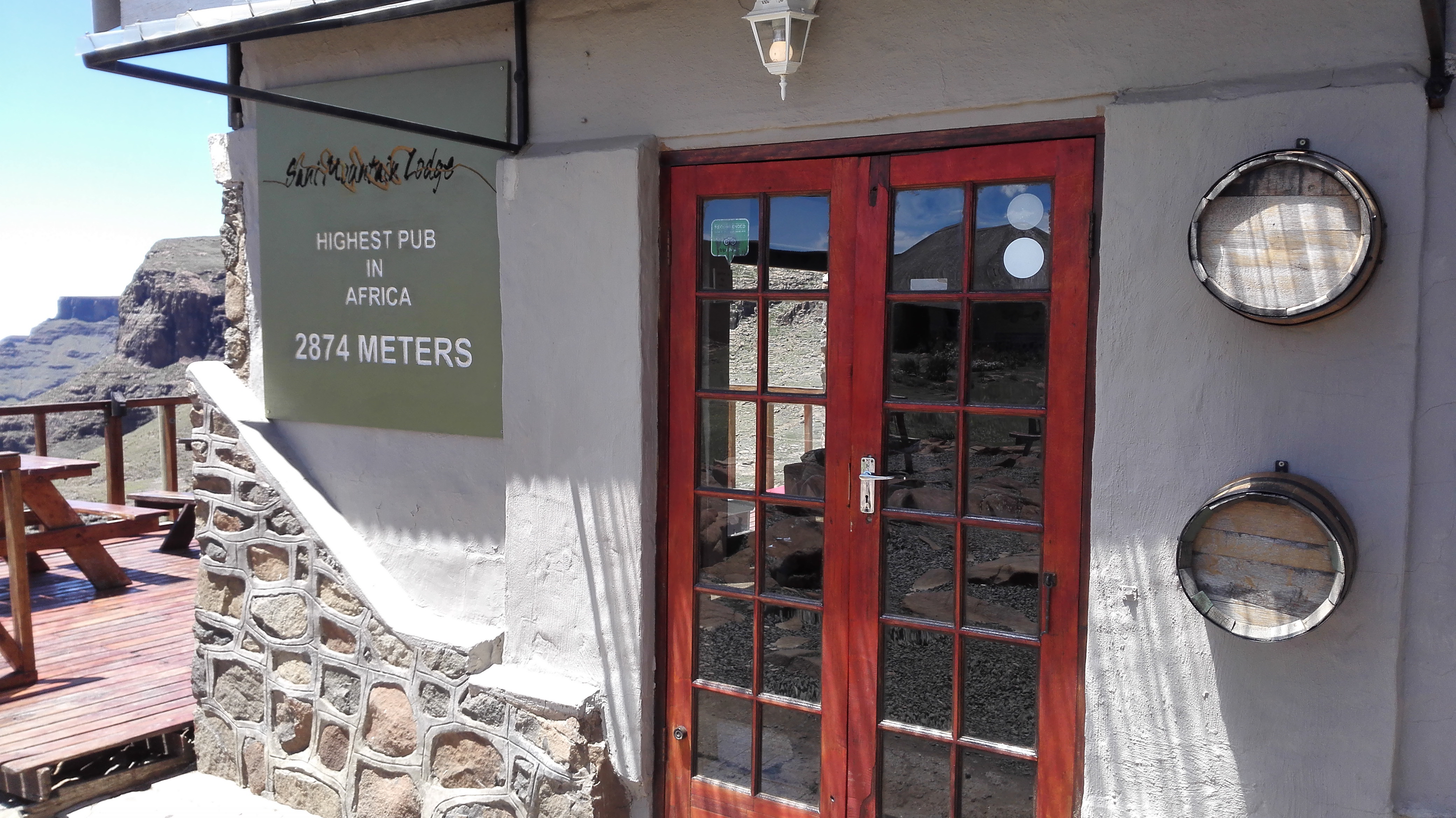
Höchste Bar von Afrika

### Grenzposten
Der südafrikanische Grenzposten befindet sich nicht an der eigentlichen Grenze auf Passhöhe, sondern am Fuß einer acht Kilometer langen Strecke. Zwischen Grenzposten und Passhöhe darf die Straße laut einem Gesetz aus dem Jahr 1987 nur mit Fahrzeugen mit Allradantrieb befahren werden, was auf Hinweisschildern entlang der Straße bekannt gemacht wird.

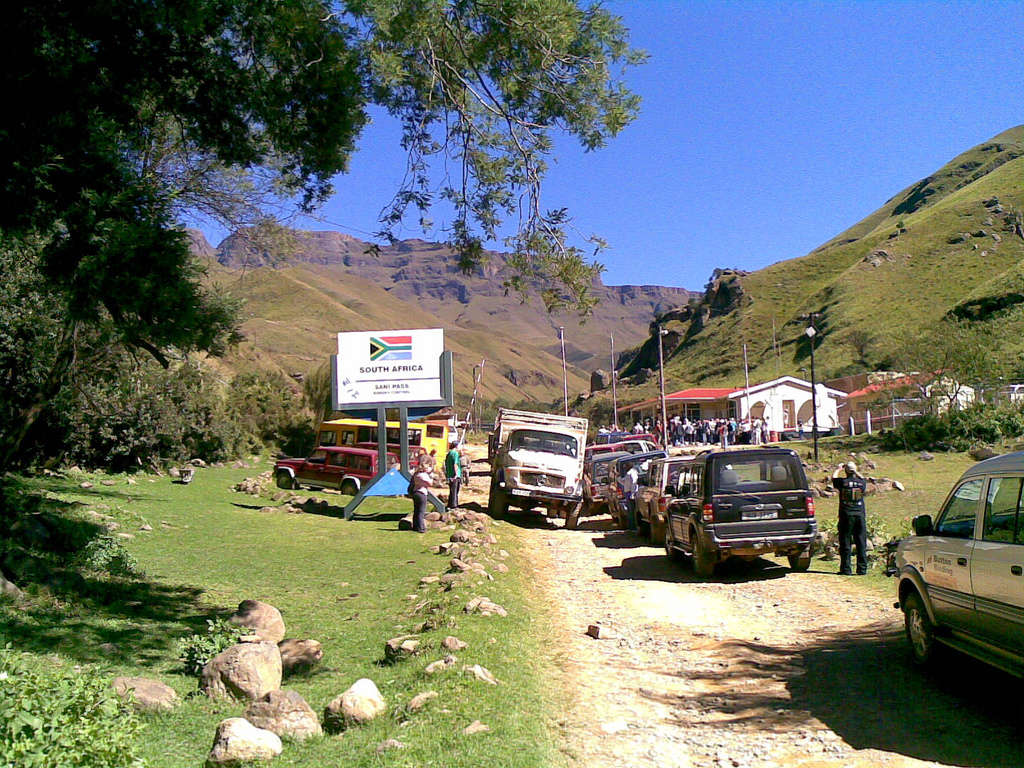
Südafrikanischer Grenzposten
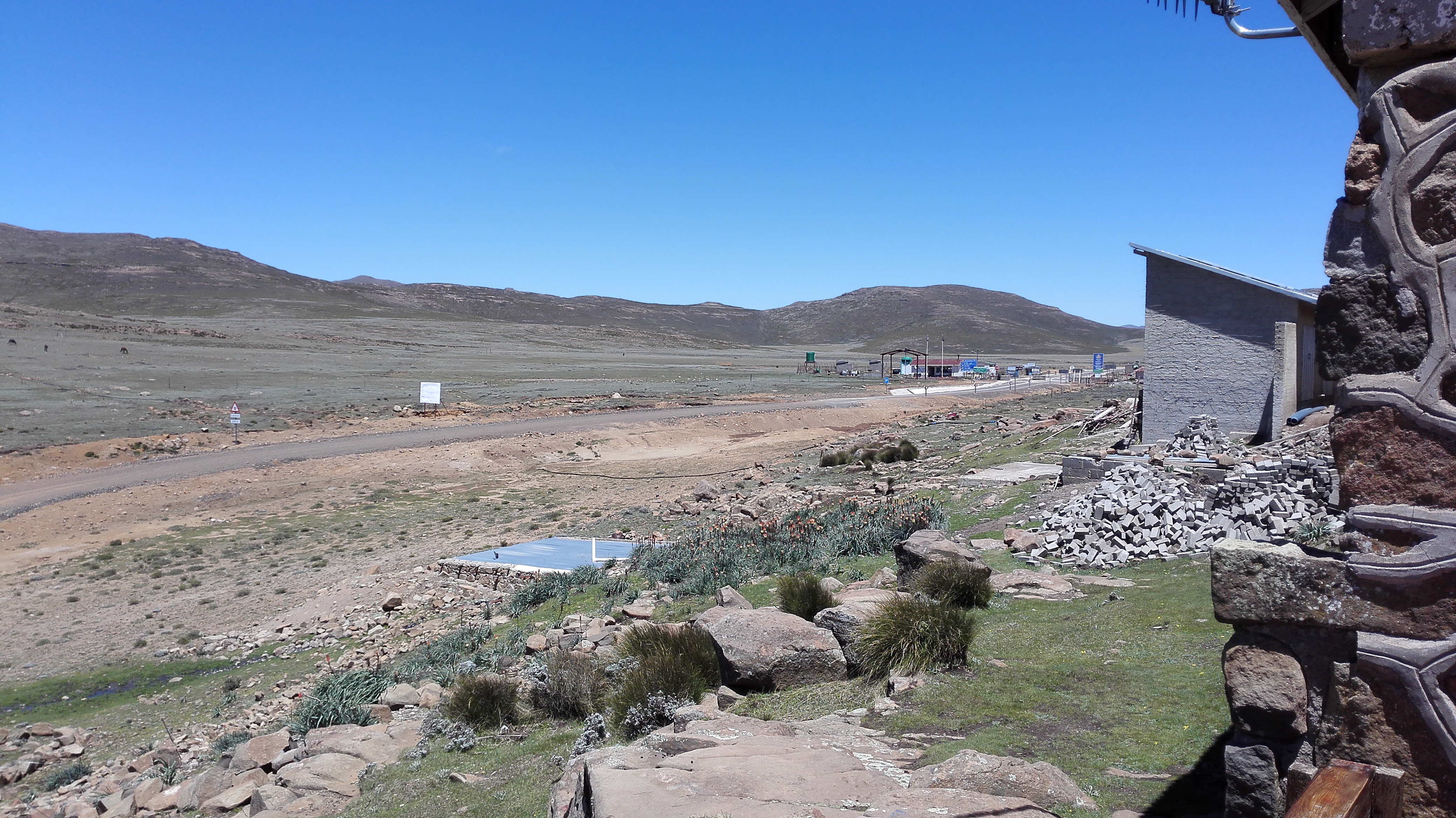
Grenzposten Lesotho
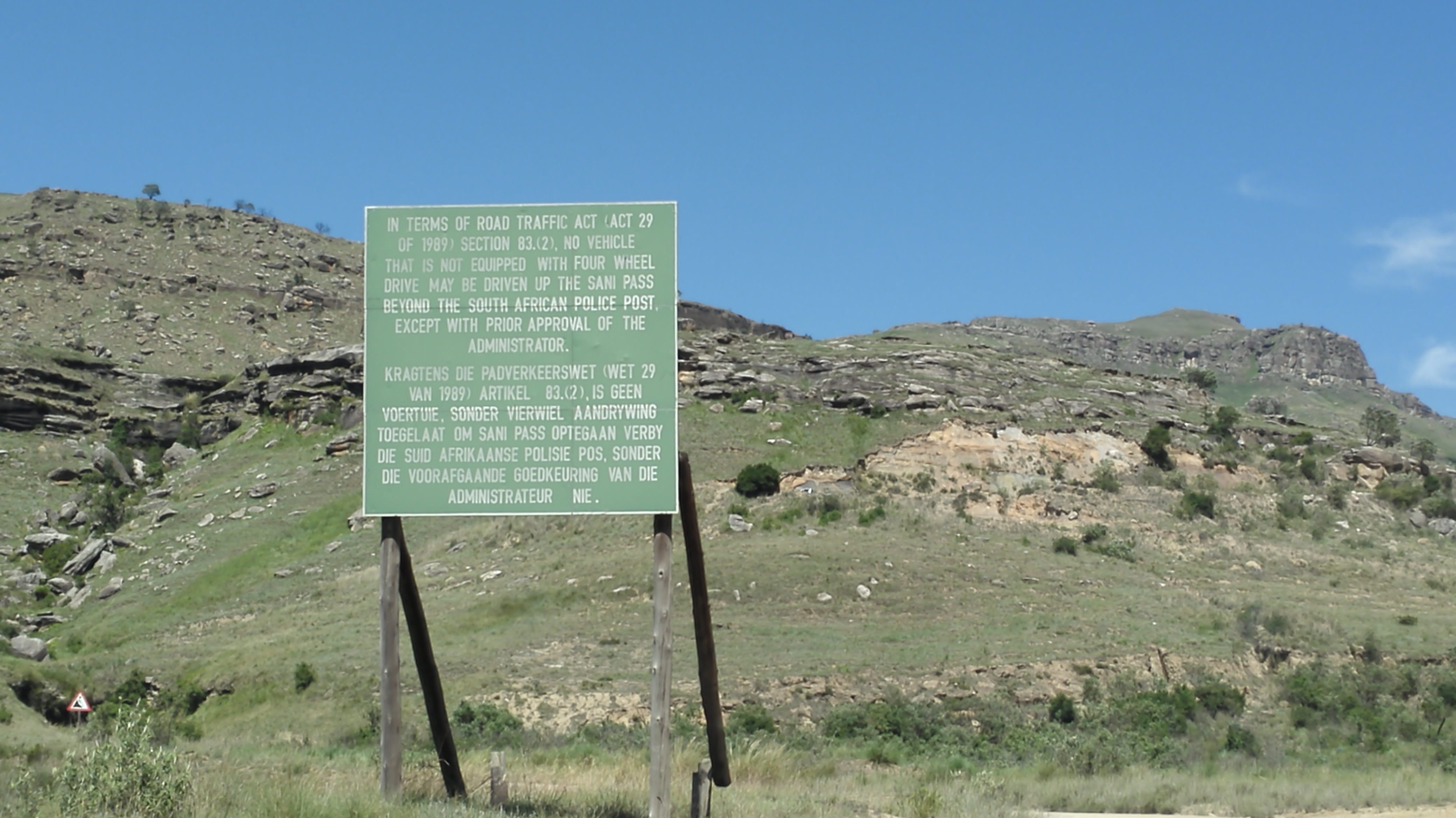
Hinweisschild auf Allradantrieb

## Geschichte
Der Sanipass wurde 1913 als Saumpfad für den lokalen Handel zwischen Südafrika und Mokhotlong angelegt. Die Ware wurde auf Packeseln transportiert. Die Säumer führten gewöhnlich Ersatztiere mit, welche lahmende Tiere ersetzen konnten. Diese wurden nach dem Umbasten des Saums auf ein Reservetier in den Abgrund gestoßen, wo sie verendeten. In diesen Tagen war der Pass von weitem sichtbar wegen der über dem Gebiet kreisenden Bartgeier, die auf ihre nächste Mahlzeit warteten.
Noch bevor die Straße gebaut wurde, befuhr Godfrey Edmonds am 26. Oktober 1948 das erste Mal den Pass mit einem Militärjeep. Die Fahrt war als Werbung für die Geländegängigkeit der Fahrzeuge gedacht, mit denen der Südafrikaner handelte. Er hatte während des Zweiten Weltkriegs bei der RAF als Bomberpilot gedient, war aber bei einem Nachtflugtraining mit einer Spitfire verunglückt, wo er sich schwere Verbrennungen zugezogen hatte. Bei dieser ersten Fahrt erreichte Godfrey nach fünfeinhalb Stunden die Passhöhe, wobei er die Hilfe von Basotho in Anspruch nahm, die ihn mit Mauleseln, Seilen und verschiedenen Flaschenzügen zur Seite standen.
1952 wurde der Pass erstmals mit einem Land Rover befahren. Die Fahrt wurde von Alwyn Bisschoff, einem südafrikanischen Landwirtschaftsbeamten, ausgeführt. Er war von der britischen Kolonialregierung zuerst in Maseru, später in Mokhotlong eingesetzt worden. Die Kolonialverwaltung hatte von Land Rover zwei Fahrzeuge zur Verfügung gestellt bekommen, die in der Höhe getestet werden sollten. Weil innerhalb Basutolands keine Straßenverbindung zwischen Maseru und Motkhotlong bestand, war die einzige Möglichkeit, die Alwyn anvertrauten Fahrzeuge zu überführen, eine Fahrt über Südafrika und den Sanipass.
Im Jahre 1955 gründeten einige Ortsansässige unter der Leitung von David Alexander die Mokhotlong Mountain Transport Company, die den Saumweg zu einer Passstraße ausbauten, die sie mit Land Rovern befahren konnten, um Transporte zwischen Himeville in Natal und Mokhotlong in Basutoland auszuführen. Ab 1960 wurde die Straße mit Allrad-8-Tonnen-LKWs befahren. Die Gesellschaft existiert heute noch unter dem Namen Sani Pass Tours und bietet Fahrten für Touristen an.
Seit 1994 die Straße Butha-Buthe–Mokhotlong asphaltiert wurde, benutzen Transporte nach Mokhotlong nicht mehr den Sanipass. Er wird seitdem vor allem zu Freizeitzwecken mit Allradfahrzeugen befahren, aber auch als Wanderweg benutzt oder mit Fahrrädern befahren. Einzig die Transporte von Arbeitern zwischen Lesotho und Südafrika dienen noch kommerziellen Zwecken.
Seit dem Jahr 2012 ist die Passstraße im unteren Teil auf der südafrikanischen Seite asphaltiert. 2014 wurde beschlossen, für 887 Millionen Rand den restlichen Teil der Straße auszubauen und zu asphaltieren. Das Projekt soll 2019 abgeschlossen sein (Stand 2015).[veraltet]